# Vicente Miró
Vicente Miró (Les Alqueries, Plana Baixa, 25 de juliol de 1919 - Les Alqueries, Plana Baixa, 1 de desembre de 1960) fou un ciclista valencià, professional entre 1941 i 1947.
Obtingué com a major èxit una victòria a la Volta a Espanya, i un 2n i 3r lloc a la Volta a Catalunya de 1943 i 44 respectivament.

## Palmarès
- 1944
  - Vencedor d'una etapa de la Volta a Llevant
  - Vencedor d'una etapa del Gran Premi Ajuntament de Bilbao
  - Vencedor del Gran Premi Cifesa Madrid-Valencia
- 1945
  - Vencedor d'una etapa de la Volta a Espanya
  - 1r de la Vuelta a los Puertos

### Resultats a la Volta a Espanya
- 1942. 12è de la classificació general.
- 1945. 20è de la classificació general. Vencedor d'una etapa
- 1946. 18è de la classificació general.